# Markus Kennedy
Markus Kennedy (Yeadon, 3 agosto 1991) è un cestista statunitense, professionista in NBDL e in Europa.